# Osztóvonal
A címertanban az osztóvonal a pajzsmező, esetleg a sisakdísz tagolására és a mesteralakok létrehozására szolgáló vonal. Ez lehet egyenes vonal és annak mindenféle változata, sőt ritka esetben különféle összetett ábrákkal végrehajtott pajzstagolás is. A nem egyenes osztóvonalakat összefoglalóan díszvonalnak nevezték és a középkori heraldikában rendkívül kedvelték. Ezen osztóvonalak tehát az alkalmi díszítési szándék és a rokoni heraldika lefektetett előírásainak eredményei lehetnek. Néha nemcsak a címerábrák, hanem az osztóvonalak is utalhatnak a címerviselő nevére, mint más beszélő címerek.

Egyenes osztóvonal; ez a szokványos és egyben a leggyakoribb osztóvonal; a címerleírásban nem nevezzük meg

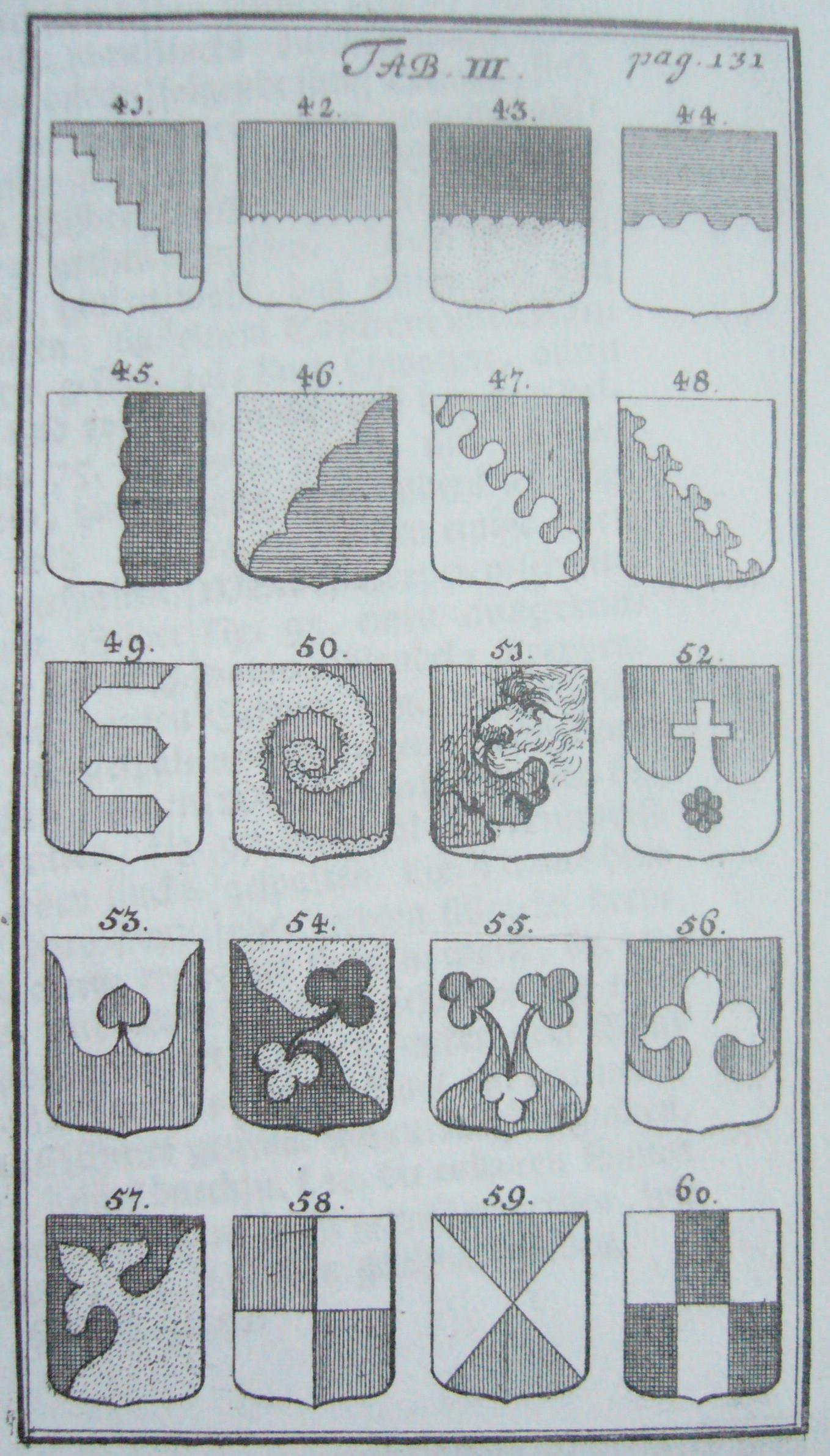
Osztóvonalak Schmeitzelnél (1723): 41. lépcsős, 42. (kis) pikkelyes, 43. (nagy) pikkelyes, 44. hullámos, 45-46. íves, 47. golyós, 48. felhős, 49. vaskalapszerű, 50. csigavonal, 51. oroszlánfej oszt., 52. kereszt alakú oszt., 53. hársleveles, 54-55. lóhereoszt., 56-57. liliomos oszt.

Névváltozatok: 
szegélyezvék, szegélyü ([szegély] Nagy Iván II. 124. l.), osztási vonal (Forgon 303. l., Orosz Ernő – az Almásy családnál), hasításvonal (speciális eset, Gudenus I. 226.)

Rövidítések

A szín-alakzat viszony törvényszerűségei alapján az osztóvonal a pajzsban létrehozhat mezőt, pajzstagolást és mesteralakot. A címerképeknek nem osztóvonalai, hanem körvonalai vannak.
A bonyolultabb vonalaknál nem mindig dönthető el egyértelműen, hogy osztóvonalról (pajzstagolásról) vagy mesteralakról, esetleg címerképről van-e szó. Ebben a tekintetben segítségünkre lehet az, hogy az adott osztóvonal általában csak a pajzs két szélét érinti. Ha azonban az osztóvonal a pajzs legalább három oldalát érinti (mint például a süvegezett pajzs esetében), az már nagy valószínűséggel mesteralak és nem pajzstagolás.
Gatterer az osztóvonalon kívül megkülönböztet határolóvonalat is, melyek teljesen körülfogják az adott ábrát és nem érintik a pajzs szélét. (Tehát ezek nagyjából a címerképek körvonalainak felelnek meg.)

## Az osztóvonal típusai

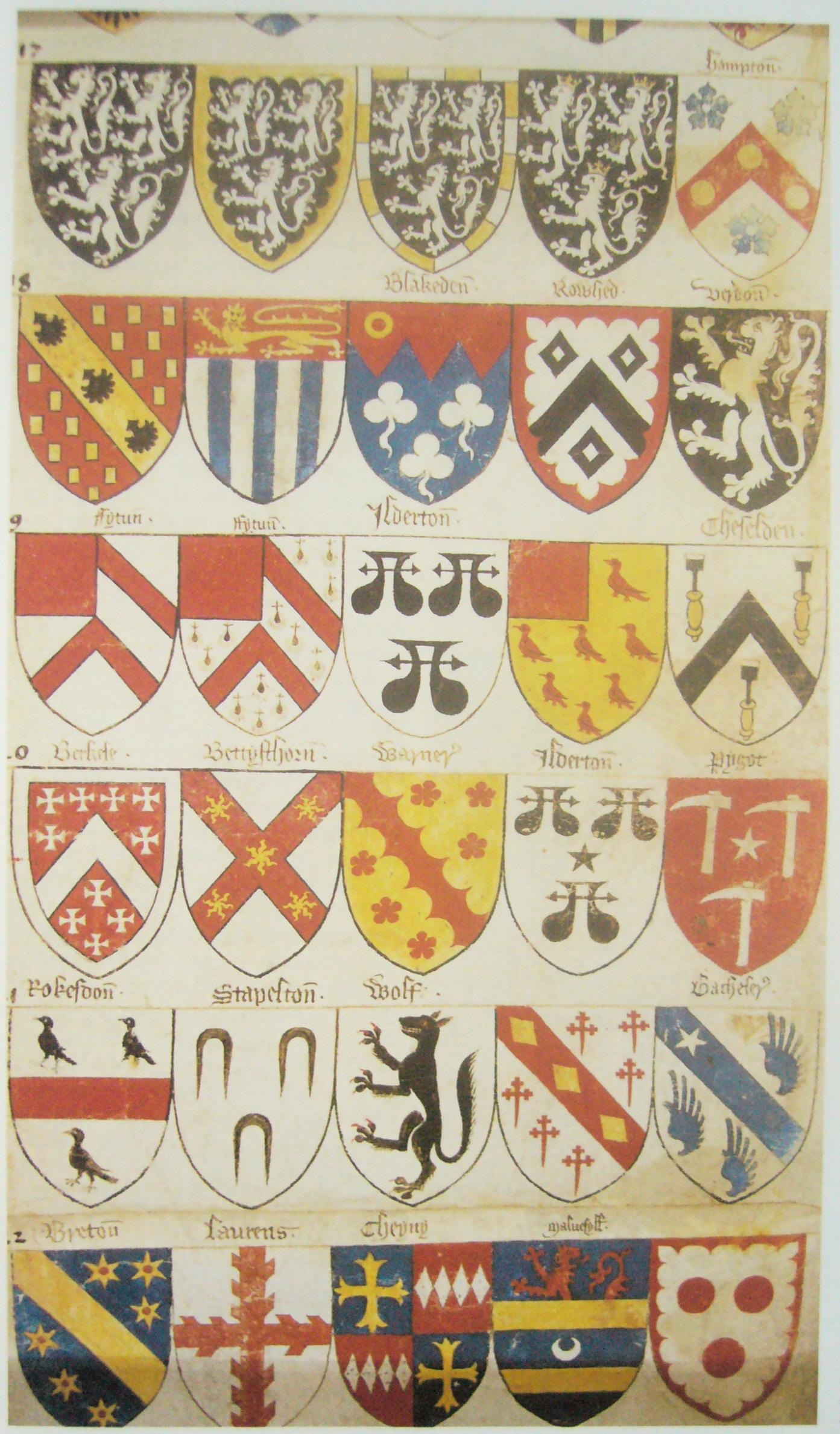
Fodros, fűrészes és harántormós osztóvonalak az angol Fenwick Roll (1422-1461) címertekercsben

Az osztóvonalaknak különféle változatai vannak. Ezek részben a rokoni heraldika hatására jöhettek létre, a családon belüli címertörés kifejezésére. Például a keresztet, a harántpólyát stb. egyenes vonal helyett az angol heraldikában gyakran ábrázolták fodros vagy másféle vonallal a család mellékágainál, miközben a főág az eredeti egyenes osztóvonalat használta.
Az osztóvonalakat a nyúlványok jellegzetes alakja teszi egyedivé. Ezek száma és nagysága eltérő. Ha a nyúlványok nagyok, legfeljebb két-három fér el a pajzson, mint például a Szecsődy címerben, vagy csak egy fent és egy lent (pl. a medvefej osztóvonal esetében), illetve pusztán csak egy (pl. a lóherevonalnál). Ezért az azonos osztóvonalaknál megkülönböztetünk szokványos, kis és nagy változatokat. Ezeknek néha külön neve is van. A közepes általában 4-5 nyúlvánnyal rendelkezik (ilyen a hullámos pólyák többsége), a kicsinek 6-10 nyúlványa van. Az ennél több nyúlvány már nagyon ritka és nem is fordulhat elő mindenféle osztóvonalnál, valamint a túlságosan kicsi nyúlványok már nehezen lennének ábrázolhatók és értelmezhetők; végül a nagy osztóvonal-változat három vagy akár egyetlen nyúlványból is állhat.

Különféle fogas osztóvonalak nagyság szerint

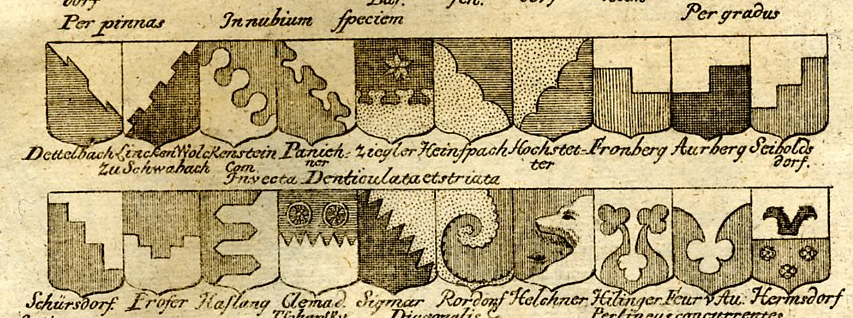
Különféle osztóvonalak Spenernél

Az osztóvonalak csoportosíthatók az alakjuk és az irányuk szerint is. A leggyakoribb az egyenes osztóvonal. Ezt nem említjük a címerleírásban. Az osztóvonal iránya lehet vízszintes (derékvonal [Bárczay 62. l.]), függőleges (czölöpvonal [Bárczay 62. l.]), harántos (haránt osztóvonal [Bárczay 62. l.]) és balharántos. Tehát általában minden osztóvonal előfordulhat mind a négyféle irányban (néhány specifikus kivételtől eltekintve).
Idővel szinte beláthatatlan számú osztóvonal-típus alakult ki. A mesteralakoknál az osztóvonal lehet alul vagy felül, illetve elöl és hátul ugyanaz a vonal, de eltérő is. Ezek nevezéktana külön sémát követ. Azaz ha 1. az adott mesteralak osztóvonala mindkét oldalon ugyanolyan helyzetű, akkor például a pólya esetében kettősormós, kettősfogas stb. pólyáról van szó, 2. ha az osztóvonalak mintázata egymáshoz képest elcsúszik, ellenormós, ellenfogas stb. pólyáról beszélünk. Ha a mintázat csak az egyik oldalon görbe vonal, a másikon egyenes, akkor beszélhetünk például felül ormós vagy alul ormós pólyáról, illetve elöl és hátul ormós cölöpről, miközben az ellentétes oldal egyenes vonala magától értetődik és nem kell külön megnevezni a címerleírásban. Amennyiben az osztóvonal a mesteralak mindkét oldalán egymástól eltérő, azokat a saját nevükkel és a fent-lent, illetve az elöl-hátul kifejezések beiktatásával külön is meg kell említeni. Az ellen- előtaggal az is külön megnevezhető, ha ezek a mintázatok egymáshoz képest elcsúsztak, mint például ormós-ellenfogas pólya.

### A mesteralak-osztóvonalak nevezéktana

kettősormós (pólya)
ellenormós (pólya)
felül ormós (pólya)
alul ormós (pólya)
elöl ormós (cölöp)
hátul ormós (cölöp)
felül ormós (harántpólya)
alul ormós (harántpólya)
felül ormós (balharántpólya)
alul ormós (balharántpólya)

### A tagolások nevezéktana

ormósan vágott (az osztóvonal leírásánál először a vonal típusát [ormós], majd irányát [vágott] említjük)
ormósan hasított
ormósan harántolt
ormósan balharántolt
ormósan négyelt (mindkét osztóvonal ugyanolyan)
ormósan vágva négyelt (az egyenes osztóvonalat nem nevezzük meg, csak az attól eltérőt; ha pl. az ormós vonal lenne a függőleges és az egyenes a vízszintes, a neve ormósan hasítva négyelt lenne; ha mindkét osztóvonal másféle lenne, pl. vízszintesen ormós és függőlegesen fogas, a neve: ormósan vágva és fogasan hasítva négyelt

### A főbb osztóvonal-változatok

hullámos: a magyar heraldikában a leggyakoribb, általában a hullámos pólyánál alkalmazzák a folyók szimbólumaként; leggyakrabban mindkét oldalán hullámos
hullámos: a külföldi heraldikában néha különbséget tesznek a laposabb hullámos és a magasabb, halomszerű hullámos vonal között;
fodros (homorúan fodros): az angol heraldika egyik leggyakoribb osztóvonala, gyakran használják a család mellékágainál; legalább hat fodorból kell állnia, több esetén kis fodrososztásról van szó
pikkelyes (domborúan fodros), kis félkör alakú domborulatokból áll; Schmeitzel különféle nagyságú pikkelyosztásokat használ; van nagy és kis pikkelyosztás
(hármas) ívesosztás (háromszor ívelt): nagyobb domború ívekből áll
homorúan íves osztás: nagyobb homorú ívekből áll
domború osztás: (felfelé dongás) domború ívből áll
homorú osztás: homorú ívből áll
domború osztás a hasításnál
homorú osztás a hasításnál
domború osztás a harántvágásnál
domború osztás a balharántvágásnál
homorú osztás a harántvágásnál
homorú osztás a balharántvágásnál
lépcsőosztás: csak harántos osztóvonal lehet a harántvágásnál vagy balharántvágásnál; ismert pl. a lépcsős pólya is, de az nem tipikus osztóvonal, hanem a pólya megkülönböztető jegye
balharántos lépcsőosztás
sarkos: nagyobb fogakkal rendelkezik, mint a fűrészes vonal; legalább két csúccsal kell rendelkeznie, ha ugyanis csak egy csúcsa van, az már gallérozott pajzsnak vagy osztásnak számít; a csúcsok hegyesebb szöget is bezárhatnak; használatos pl. a sarkos pólya (avagy a fenti osztóvonal használata esetén a kettős szarufa)
gallérosztás: csak egyetlen csúcsa van; ha a csúcs magasabb, de nem éri el a pajzs tetejét, akkor ún. gallérozott mesteralakról vagy pajzstagolásról van szó; a csúcsával lefelé mutató osztóvonal a saruosztás
fűrészes: (fogas), derékszögű (vagy laposszögű) fogakból áll; ezek száma lehet több (ilyenkor a fogak kisebbek) vagy kevesebb (a fogak nagyobbak), de nem kevesebb négynél, ellenkező esetben ugyanis sarkos osztásról lenne szó; a fűrészes és a fogas egymás változatai; a fűrészes tulajdonképpen alacsony fogas vonal; van még kis, magas és néha ék alakú vonal
fogas: legalább két fogból áll; a fogak hegyesszögűek és a fűrészes osztásnál magasabbak, néha lehetnek nagyon magasak, akár a pajzsszélesség felénél is magasabbak; a fogak száma lehet több (kisebb fogak) és kevesebb (nagyobb fogak); farkasfogas (vagy sárkányfogas) osztásnak is nevezik, főleg akkor, ha a kisebb fogak sűrűbben követik egymást
lángnyelves: a fogas változata, ívelt (magas) hegyesszögű fogakból vagy lángnyelvekből áll; a lángnyelvek csúcsa nézhet felfelé, jobbra vagy balra
farkasfogas: ha a nyúlványok nem hajlanak meg többször is lángszerűen, hanem a Báthory címerhez hasonló íves vonalból állnak, az farkasfogosztásnak vagy sárkányfognak is nevezhető
ormós: legalább két ormóból áll; alapformájában az ormók szélessége és magassága, valamint a köztes tér szélessége megegyezik; van alacsony ormó, amikor az ormók magassága csak fele annyi, és van magas ormó, ha az ormók magassága kétszer akkora, mint a köztes tér
oszlopos: az ormós változata, magasabb, téglalap alakú nyúlványokból áll, az ormók magassága háromszor akkora, mint a köztes tér; az oszlopos vonal felül lehet hegyes, ez tulajdonképpen a magas vaskalaposztással egyezik meg

### Összetett és ritkább osztóvonal-változatok

lekerekített oszlopos: az oszlopos osztóvonal változata; a nyúlványok teteje le van kerekítve és gyakran maga az oszlopnyúlvány is íves; ez a minta a korai evettípusoknál fordul elő
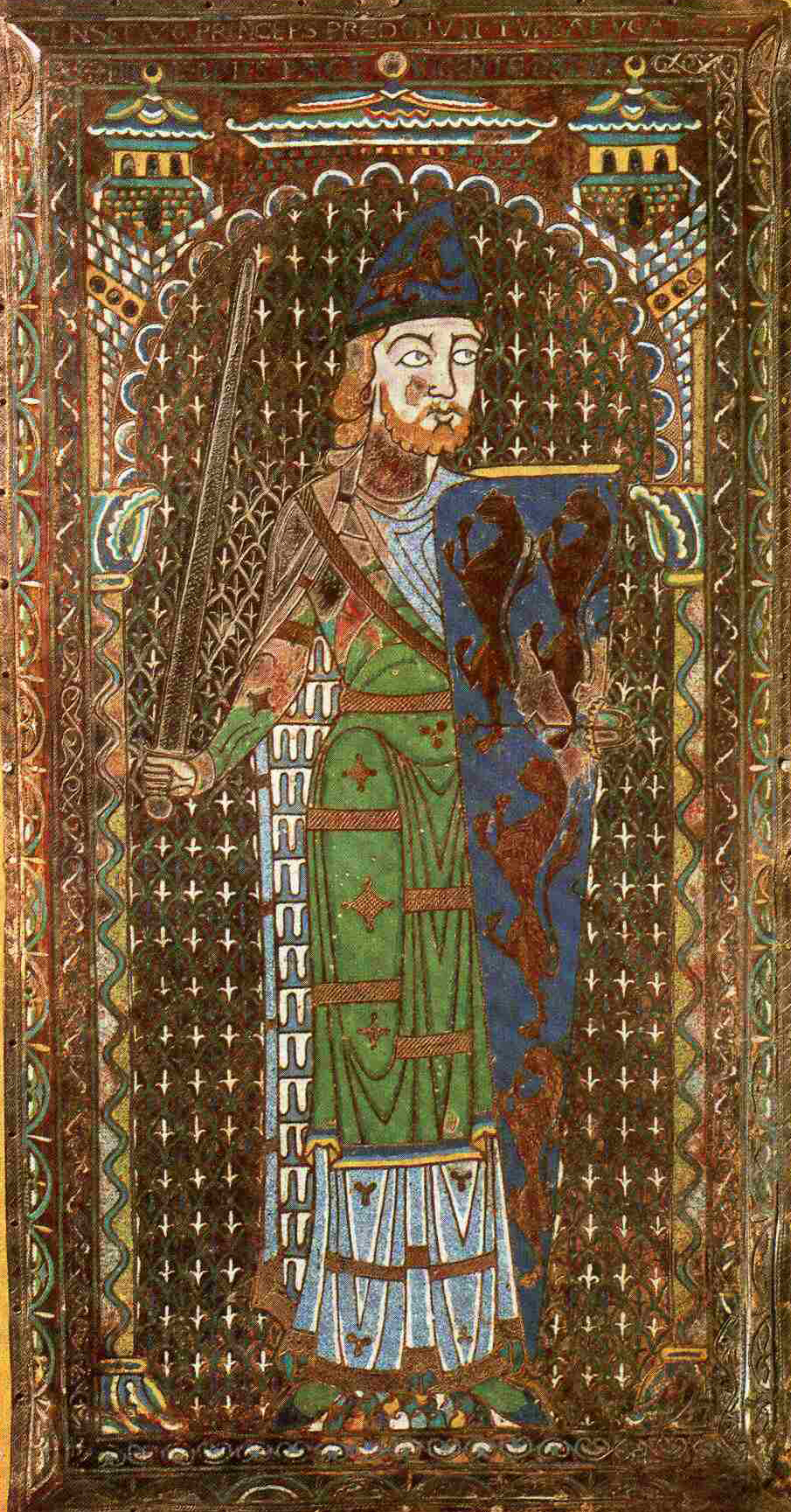
Lekerekített végű oszlopevet bélés Plantagenet Gottfried köpenyén
vaskalaposztás: az evet mintázatánál használt vaskalapszerű vonalból áll; standard formájában szélessége nagyjából megegyezik a cölöpével, illetve pólyáéval (a pajzsszélesség, illetve -magasság 2/7-e), van magas és alacsony vaskalaposztás
kettősormó
közönséges fecskefarkas ormó
fecskefarkas ormó: ún. Ghibellin-oromzat
galléros fecskefarkas: az előbbi változata ferde vonalakkal
golyós (felhős): tulajdonképpen alacsony felhőosztás (a szokványos osztás szárai ennél hosszabbak), mivel azonban a felső íves vonal nem törik meg, ezért golyósnak nevezzük; a heraldikai felhős vonalhoz is alkalmazzák, ezért a külföldi heraldikában felhős osztásnak nevezik; a golyók a szokványos osztásnál nem nagyon gömbölyödnek ki az alsó nyúlványból; hasonló a hullámoshoz, de magasabb, mint a magas hullámos vonal
felhős osztás: felül kettős ívből áll, akárcsak a szokványos heraldikai felhős vonal, ezért kettős felhőosztásnak is nevezik; Schmeitzel is különbséget tesz a felhős és a golyós, mindkettőt a felhősosztás egy-egy típusához sorolja
(bal)harántormós (lenyesett): az ormós változata; a külföldi heraldikában gyakran alkalmazzák, általában a stilizált csonkolt faág ábrázolására; különbséget lehet tenni a harántormós és a balharántormós (lásd példánknál) osztóvonal között; az ormóshoz hasonlóan van alacsony, magas, illetve oszlopos harántormós vonal
harántfogas: a fűrészes egy változata, legalább hat fogból kell állnia; a felső sarkok iránya lefelé lehet harántos vagy balharántos; van szokványos és kis változata
széttolt
lépcső: mesteralakként is értelmezhető
villás
cölöpösen villás: az előbbi változata; a pajzsot kiszínezve mesteralakként is értelmezhető és ekkor külön neve is van
emelvényes; négyzet vagy téglalap alakú kitüremkedés van az osztóvonal közepén; ha egyetlen négyzet alakú kitüremkedés van középen, az az ormó
aknás, az osztóvonal közepén gödörszerű bemélyedés van
halmos
gödrös: az osztóvonal közepén gödörszerű bemélyedés van
tárcsaosztás: az osztóvonalon a dárdatartó-nyíláshoz hasonló bevágás van
pénzesosztás
holdosztás
csuklyás: harang alakú osztóvonal, főleg a pajzsfőnél használják a francia heraldikában
lépcsőzetes (lépcsős ormos)
keresztalakos
mankós: kis mankószerű nyúlványokból áll
meanderes: tulajdonképpen feles mankósvonal; van fordított alakja is; függőleges ábrázolásakor a meanderek vége mutat felfelé, de ennek is van fordított alakja, melynek neve fordított meanderes vonal(lal hasított pajzs)
fecskefarkas
lóhere alakú; ennek másféle (pl. egysoros) ábrázolásmódjai is lehetségesek
taréjos: tulajdonképpen a hullámos vonal egy változata; van ellentétes iránya is
ágasosztás
fenyőágosztás: 1949-ben vezették be a finn heraldikában; előfordul pl. Varpaisjärvi település címerében
színváltó fenyőágosztás
fenyőosztás, újkeletű osztóvonal

### Különleges osztóvonalak

hárslevél-osztás
liliomosztás: ennek másféle ábrázolása is lehetséges, egy-egy liliommal mindkét pajzsfélen
ellenliliomos vonal: néha ezt is az osztóvonalak közé sorolják
lóhereosztás
(kettős) lóhereosztás
(hármas, 2-1) lóhereosztás
keresztosztás Schmeitzelnél
csigaosztás
oroszlánfej osztóvonal Schmeitzelnél
medvefej (az osztóvonal már magát a címerábrát képezi)